# Asiento de Piedra
Asiento de Piedra är en ort i Mexiko.   Den ligger i kommunen Morelia och delstaten Michoacán de Ocampo, i den södra delen av landet, 240 km väster om huvudstaden Mexico City. Asiento de Piedra ligger 2 149 meter över havet och antalet invånare är 280.
Terrängen runt Asiento de Piedra är kuperad österut, men västerut är den platt. Runt Asiento de Piedra är det tätbefolkat, med 493 invånare per kvadratkilometer. Närmaste större samhälle är Morelia, 18,9 km sydost om Asiento de Piedra. I omgivningarna runt Asiento de Piedra växer huvudsakligen savannskog.